# Фёрст (футбольный клуб)
«Фёрст» (нем. Erster Wiener Fussball Klub) — австрийский футбольный клуб, расположенный в районе Дёблинг города Вена. Основан 22 августа 1894. Наряду с клубом «Виенна Крикет» является старейшим клубом Австрии. Также известен под англоязычным именем «Виенна» (англ. Vienna).

## История
В 1920-е годы клуб постепенно набирал ход и наконец в 1931 году выиграл чемпионат Австрии. В этом же году клуб выиграл Кубок Митропы — один из первых европейских футбольных турниров. По ходу турнира «Вена» установила рекорд: выиграла 6 из 6 матчей на пути к финалу. Спустя 2 года, в 1933, клуб из Вены вновь стал чемпионом страны. Помимо этого, в 1929, 1930 и 1937 годах был выигран Кубок Австрии.
На стыке XX и XXI веков клуб играл во Второй и Региональной лигах Австрии.
С 2017 по 2019 год клуб выступал в Ландеслиге Вена (нем. Landesliga Wien — лига 5-го уровня в австрийской системе). За 17 игр сезона 2019/2020 клуб не потерпел ни единого поражения, после чего сезон был прерван вспышкой Ковид-19, и команда перешла на следующий уровень — в Штадтлигу (нем. Wiener Stadtliga). В сезоне 2020/2021 команда заняла первое место в лиге и поднялась в Регионаллигу Ост (нем. Regionalliga Ost — лига 3-го уровня в австрийской системе).

## Стадион
Клубный стадион — Hohe Warte — был построен в 1921 году и вмещает 5000 зрителей.

## Выступления в Европе
| Сезон   | Соревнование | Раунд | Страна         | Клуб       | Дома | В гостях | Сумма 2х встреч |
| ------- | ------------ | ----- | -------------- | ---------- | ---- | -------- | --------------- |
| 1988/89 | Кубок УЕФА   | 1     | Флаг Дании     | Икаст      | 1-0  | 1-2      | 2-2             |
|         |              | 2     | Флаг Финляндии | ТПС Турку  | 2-1  | 0-1      | 2-2             |
| 1989/90 | Кубок УЕФА   | 1     | Флаг Мальты    | Валлетта   | 3-0  | 4-1      | 7-1             |
|         |              | 2     | Флаг Греции    | Олимпиакос | 2-2  | 1-1      | 3-3             |

## Достижения
- Чемпион Австрии (6): 1931, 1933, 1942, 1943, 1944, 1955
- Серебряный призёр чемпионата Германии (1): 1942
- Победитель Кубка Австрии (3): 1929, 1930, 1937
- Победитель Кубка Вызова (2): 1899, 1900
- Победитель Кубка Германии: 1943
- Обладатель Кубка Митропы: 1931
- Обладатель Альпийского кубка: 1941
- Обладатель Кубка Освобождения: 1945